# Ватаярви
Ватаярви — пресноводное озеро на территории Кестеньгского сельского поселения Лоухского района Республики Карелии.

## Общие сведения
Площадь озера — 3,6 км², площадь водосборного бассейна — 26,4 км². Располагается на высоте 283,5 метров над уровнем моря.
Форма озера лопастная, продолговатая: оно почти более чем на четыре километра вытянуто с запада на восток. Берега изрезанные, каменисто-песчаные, преимущественно возвышенные.
С северо-востока в Ватаярви втекает протока, несущая воды озёр Исо-Лайхаярви и Пиени-Лайхаярви.
Из залива в южной части озера вытекает протока без названия, впадающая в озеро Таваярви, из которого берёт начало река Тавойоки, в свою очередь, впадающая в Пяозеро.
В озере расположены два крупных острова.
Населённые пункты вблизи водоёма отсутствуют.
Код объекта в государственном водном реестре — 02020000411102000000643.